# Viloria de Rioja
Viloria de Rioja – gmina w Hiszpanii, w prowincji Burgos, w Kastylii i León, o powierzchni 6,95 km². W 2011 roku gmina liczyła 49 mieszkańców.